# بنزألدهيد
بنزألدهيد (أو بنزالديهايد) هو مركب عضوي صيغته الكيميائية (C6H5CHO). ويتألف هذا المركب من حلقة بنزين ومجموعة الفورميل المعوضة. وهو أبسط الألديهيدات العطرية وأكثرها فائدة في المجالات الصناعية. لهذا السائل عديم اللون رائحة مميزة تشبه رائحة اللوز، وفي الواقع فإن البنزألدهيد هو المركب الأساسي في زيت اللوز المر، ويمكن استخلاصه من عدد من المصادر الطبيعية الأخرى. استخلص البنزألدهيد من اللوز المر سنة 1803 على يد الصيدلاني الفرنسي مارتيرز، وفي سنة 1832، تمكن الكيميائيان الألمانيان فريدرش فولر ويوستوس فون ليبيغ من تصنيع البنزألدهيد لأول مرة.

## التواجد
يحتوي اللوز والمشمش والتفاح ونواة الكرز على كميات جيدة من الأميغدالين، ويتكسر هذا الغليكوزيد بتحفيز إنزيمي إلى بنزألدهيد وسيانيد الهيدروجين وجزيئتي جلوكوز.
يساهم البنزألدهيد في رائحة المحاري الشائع

## التفاعلات
يتأكسد البنزألدهيد إلى حمض البنزويك عديم الرائحة وهو شائبة شائعة في النماذج المختبرية. ويمكن تحضير كحول البنزيل عن طريق هدرجة البنزألدهيد. وينتج حمض السيناميك من تفاعل البنزألدهيد مع خلات الصوديوم اللامائية وأنهدريد الخليك، بينما يستخدم سيانيد البوتاسيوم الكحولي لتحفيز تفاعل تكاثف البنزألدهيد إلى البنزوين. يتفاعل البنزألدهيد بشكل غير متكافئ عند معاملته بقلوي مركز تفاعل كانيزارو حيث تختزل إحدى جزيئتي الألديهيد إلى الكحول المقابل، وتتأكسد الجزيئة الأخرى في نفس اللحظة إلى بنزوات الصوديوم.